# 歌德紀念館

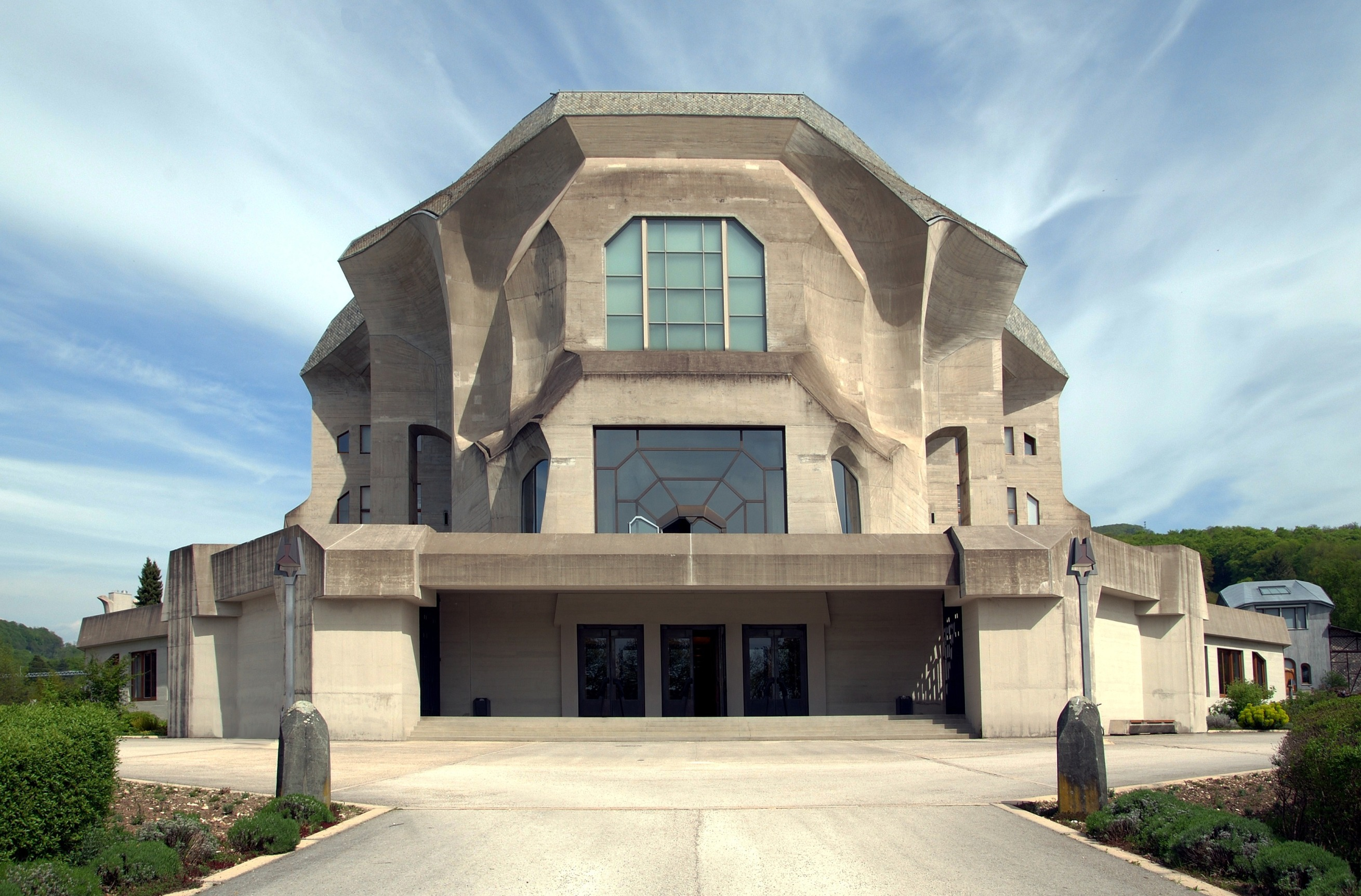
第二座歌德堂，西正面

歌德紀念館（德語：Goetheanum）位于瑞士多爾納赫，是人智学世界中心，以约翰·沃尔夫冈·冯·歌德的名字命名，並由奧地利的哲學家、建築家魯道夫·史代納在1913至1922年期間籌劃。中心包括两个表演厅（共有1500座位）、画廊、演讲处、图书馆、书店，以及人智学协会的行政办公地点。附近的建筑物包括人智学研究和教育设施。在这里一年举行几次会议，主要是普遍关心的问题。教师、农民、医生、治疗师和其他职业的专题会议也定期举行。
第一代歌德紀念館是由木造的，在1922至1923年的除夕夜被焚毀。後來史代納設計了一個更大的、由混凝土建造的第二座歌德紀念館，這座紀念館直到1928年史代納去世後才建好。
歌德紀念館每周向游客开放七天，并一日提供数次导游服务。

## 外部連結
- Official Goetheanum website （页面存档备份，存于）
- Goetheanum 3D VRML Models by Horst Kiechle （页面存档备份，存于）
- The First Goetheanum at the Great buildings online website （页面存档备份，存于）
- Architecture Section at the Rudolf Steiner Archive, An Online Library
- Ákos Moravánszky, "The Rudolf Steiner Goetheanum: An architecture report from Dornach" （页面存档备份，存于）, Domus, February 2011